# Gare de Peyrehorade
Gare de Peyrehorade – stacja kolejowa w Peyrehorade, w departamencie Landy, w regionie Nowa Akwitania, we Francji. Znajduje się na linii Tuluza-Bajonna.
Stacja jest obsługiwana przez pociągi TER Aquitaine i Corail Intercités.